# Conservazione e restauro della ceramica greca antica
La conservazione e il restauro della ceramica antica greca è una sottosezione del più ampio tema della conservazione e del restauro degli oggetti in ceramica. La ceramica greca è uno dei tipi di manufatti più comunemente ritrovati nel mondo dell'antica Grecia. Le informazioni apprese dalle pitture vascolari costituiscono il fondamento della conoscenza moderna dell'arte e della cultura dell'antica Grecia. La ceramica greca più antica è la terracotta, risalente all'XI secolo a.C. fino al I secolo d.C. Gli oggetti vengono solitamente dissotterrati da siti archeologici in pezzi rotti, o frammenti, e poi rimontati. Alcuni sono stati scoperti intatti nelle tombe. Conservatori-restauratori professionisti, spesso in collaborazione con curatori e scienziati della conservazione sono solitamente gli addetti al restauro conservativo della ceramica greca antica.

## Storia degli approcci di conservazione e restauro

### Antichità
Anticamente le riparazioni venivano effettuate sulla ceramica danneggiata utilizzando spilli o graffette metalliche, che potevano essere di rame, piombo o bronzo. Potrebbero essere stati utilizzati anche adesivi a base animale o vegetale. A volte venivano usati frammenti di altri vasi per sostituire sezioni danneggiate o mancanti di un oggetto. Gli elementi decorativi sui pezzi sostitutivi potrebbero corrispondere o meno al resto del vaso.

### Dal XVIII all'inizio del XX secolo

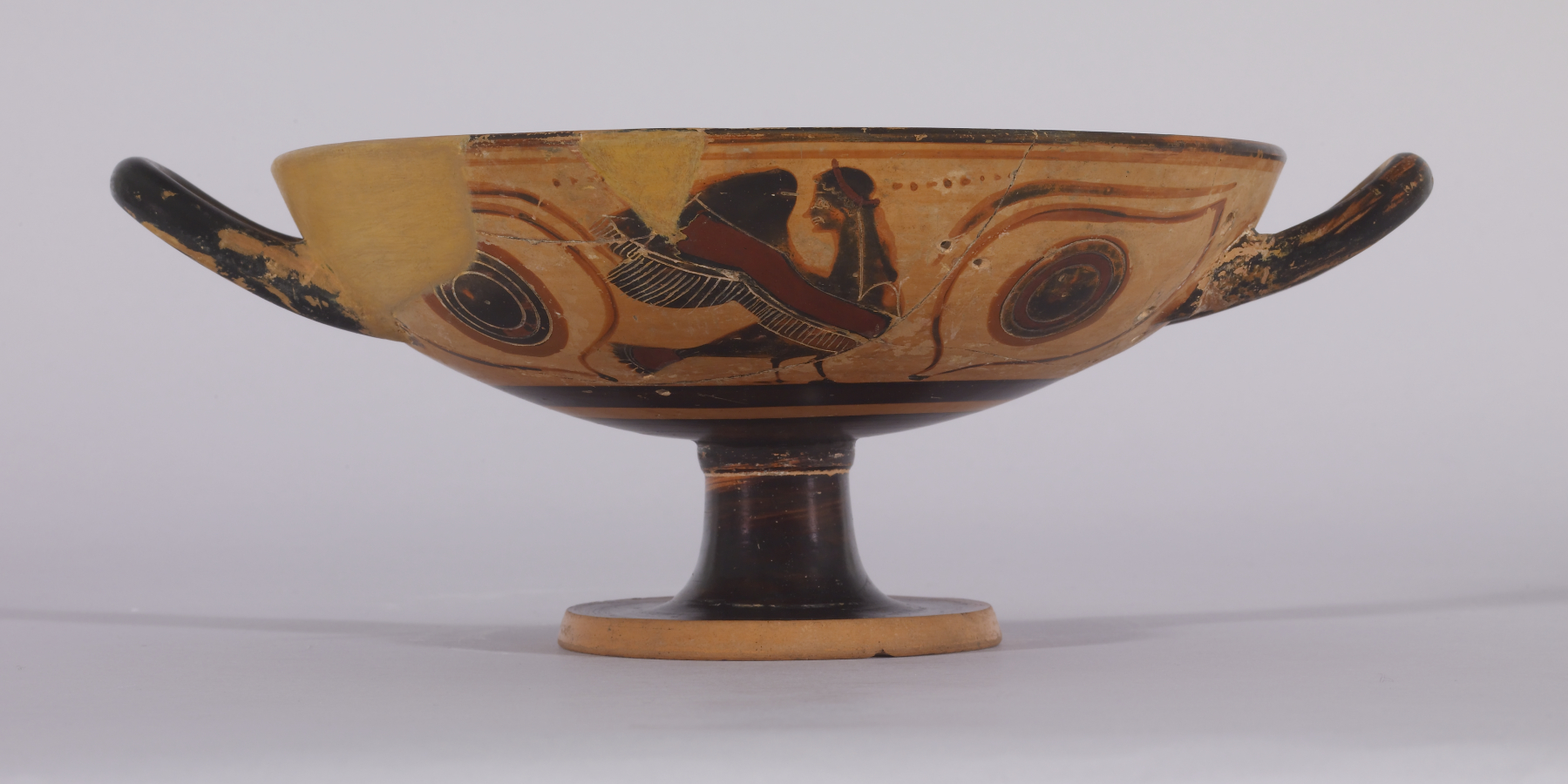
Kylix greca a figure nere con sirene; il lato B, qui mostrato, ha diversi piccoli fori attorno alle maniglie che venivano utilizzati per le riparazioni nell'antichità. (Museo d'Arte Walter)

I metodi di restauro utilizzati tra il XVIII e l'inizio del XX secolo generalmente tentavano di riportare i manufatti a uno stato quasi puro e di nascondere qualsiasi prova di danni passati. Le scoperte archeologiche e l'aumento della popolarità dell'arte greca antica nei secoli XVIII e XIX crearono una forte domanda di oggetti e manufatti. Il metodo di restauro consueto iniziava con il riassemblaggio dei frammenti dei vasi. I frammenti mancanti venivano sostituiti con nuovi pezzi di ceramica smaltata e cotta e le lacune erano riempite con intonaco. La superficie era poi dipinta, a volte ampiamente. I materiali utilizzati includevano gommalacca, colle proteiche, colori ad olio, gesso, gesso di Parigi, solfato di bario, calcite, argilla, caolino e silicato di calcio. In alcuni casi, le immagini decorative furono censurate e ridipinte, per soddisfare i gusti della società del tempo e dei potenziali collezionisti.

### Modernità
L'approccio moderno alla conservazione prevede generalmente l'utilizzo di metodi non distruttivi per valutare oggetti e tecniche di restauro che enfatizzano la differenza tra aree di riparazione moderna e artigianato antico. Nei restauri vengono utilizzati adesivi reversibili, vernici e altri materiali. I dipartimenti di conservazione di musei come la Villa Getty si avvicinano alla conservazione delle ceramiche antiche con l'obiettivo di "integrare visivamente le aree riempite e renderle meno invadenti pur distinguendole dalla ceramica originale e preservando la storia di un oggetto".

## Materiali
La ceramica greca più antica è la terracotta, un tipo di ceramica di argilla cotta. La composizione di minerali, metalli, materiali organici e altri materiali inorganici nell'argilla varia a seconda della sua origine. Queste variazioni influenzano il colore dell'argilla prima e dopo la cottura. Il ferro è il materiale più comune che si trova nell'argilla e può aggiungere all'oggetto una colorazione rossa, grigia o lucida. Le ceramiche possono essere merci grossolane, che sono vasi utilitaristici non decorati o solo minimamente decorati, o merci fini, che sono decorate, finemente in vaso e utilizzate per una varietà di scopi, compreso l'uso cerimoniale.
I dipinti su vaso venivano creati principalmente utilizzando la barbottina, un sottile strato trasparente di argilla che cambiava colore dopo la cottura. Altri materiali utilizzati nelle pitture vascolari includono pigmenti aggiunti, argilla aggiunta per creare un rilievo sulla superficie o lucentezza diluita che aggiungeva colore dopo la cottura. La lucentezza applicata in modo non uniforme o la mancata accensione creavano anche variazioni di colore o struttura della superficie. A volte veniva aggiunta anche la doratura dopo la cottura.

## Agenti di deterioramento
La ceramica, e in particolare quella antica, può subire diversi tipi di danni. La maggior parte degli agenti di deterioramento sono dovuti all'ambiente e sono inerenti ai materiali; tuttavia, il danno più comune è causato dall’azione umana.

### Danni fisici
Rotture, perdite o abrasioni possono essere causate da manipolazione, impatto (caduta) o scavo impropri. La ceramica è forte in compressione, ma debole in tensione, il che significa che è fragile e suscettibile agli shock meccanici. 

### Sali solubili
Se un pezzo di ceramica è stato sepolto in un terreno salato o alcalino o immerso nell'acqua di mare, l'argilla potrebbe aver assorbito sali solubili, come solfiti, nitrati o cloruri. I cambiamenti nell'umidità relativa possono far sì che i sali reagiscano e si dissolvano (in alta umidità) o ricristallizzino (in bassa umidità). Queste reazioni possono causare perdite superficiali o delaminazione della ceramica. 

### Restauri precedenti
Precedenti restauri possono causare danni involontari nel tempo. Perni o graffette metalliche possono corrodersi e deteriorarsi. Le riparazioni in gesso potrebbero diventare instabili. La verniciatura potrebbe sbiadire o scolorire. La verniciatura eccessiva intenzionale derivante dagli sforzi di conservazione del passato è un'altra forma di danno. Le scene illustrate sugli oggetti in ceramica venivano talvolta modificate per soddisfare i gusti dell'epoca in corso. Un esempio comune è una foglia di fico dipinta su una figura nuda. Anche una pulizia eccessivamente aggressiva con acido può causare danni. La pulizia acida ha lo scopo di rimuovere sali e minerali insolubili dalla superficie della ceramica archeologica. La ceramica che è stata pulita in modo improprio e danneggiata dall'acido può presentare superfici bucherellate, incrinate, polverose o sfaldate. 

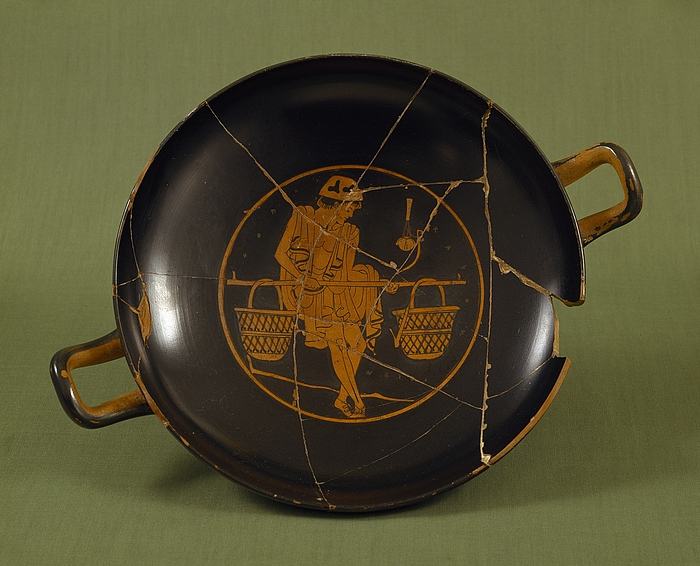
Kylix di Onésimos a figure rosse, raffigurante un giovane che porta un bastone con due cesti, ca.  490 a.C., Thorvaldensmuseum

## Tecniche di esame sulle condizioni della ceramica greca
Le seguenti tecniche vengono utilizzate dai conservatori per valutare le condizioni della ceramica greca antica e determinare il trattamento appropriato. L'esame è il primo passo nel processo di conservazione.

### Ispezione visiva
I conservatori iniziano la valutazione di un oggetto con un'attenta ispezione visiva per identificare aree di debolezza, perdita, delaminazione, scolorimento o vecchie riparazioni. Un ulteriore esame con un microscopio a basso ingrandimento può aiutare i restauratori a identificare materiali e caratteristiche tecniche, come pigmenti, dorature o argilla aggiunta. 

### Fluorescenza visibile ultravioletta (UV)
Se esposti alla luce UV invisibile, molti tipi di materiali mostreranno determinati colori della luce visibile. Ciò può consentire ai conservatori di identificare aree di diversi media in tutto l'oggetto. 

### Radiografia ai raggi X
I raggi X possono rivelare rotture, caratteristiche interne o antiche riparazioni nascoste, come gli spilli. Un altro tipo di raggi X, chiamato spettrofotometria XRF, può rivelare la composizione elementare e chimica di un materiale. La spettroscopia XANES può rivelare gli stati di ossidazione del ferro nella ceramica (il fattore che determina il colore nero e rosso) e le analisi della spettroscopia EXAFS possono fornire informazioni sulla struttura molecolare dei minerali di ferro. 

## Trattamento conservativo
Una volta completata la valutazione, i conservatori-restauratori possono determinare la forma di trattamento più appropriata. I trattamenti possono variare da tecniche non invasive, come la pulizia, a tecniche di conservazione più invasive, come lo smontaggio, la ricostruzione e il restauro.

### Pulizia

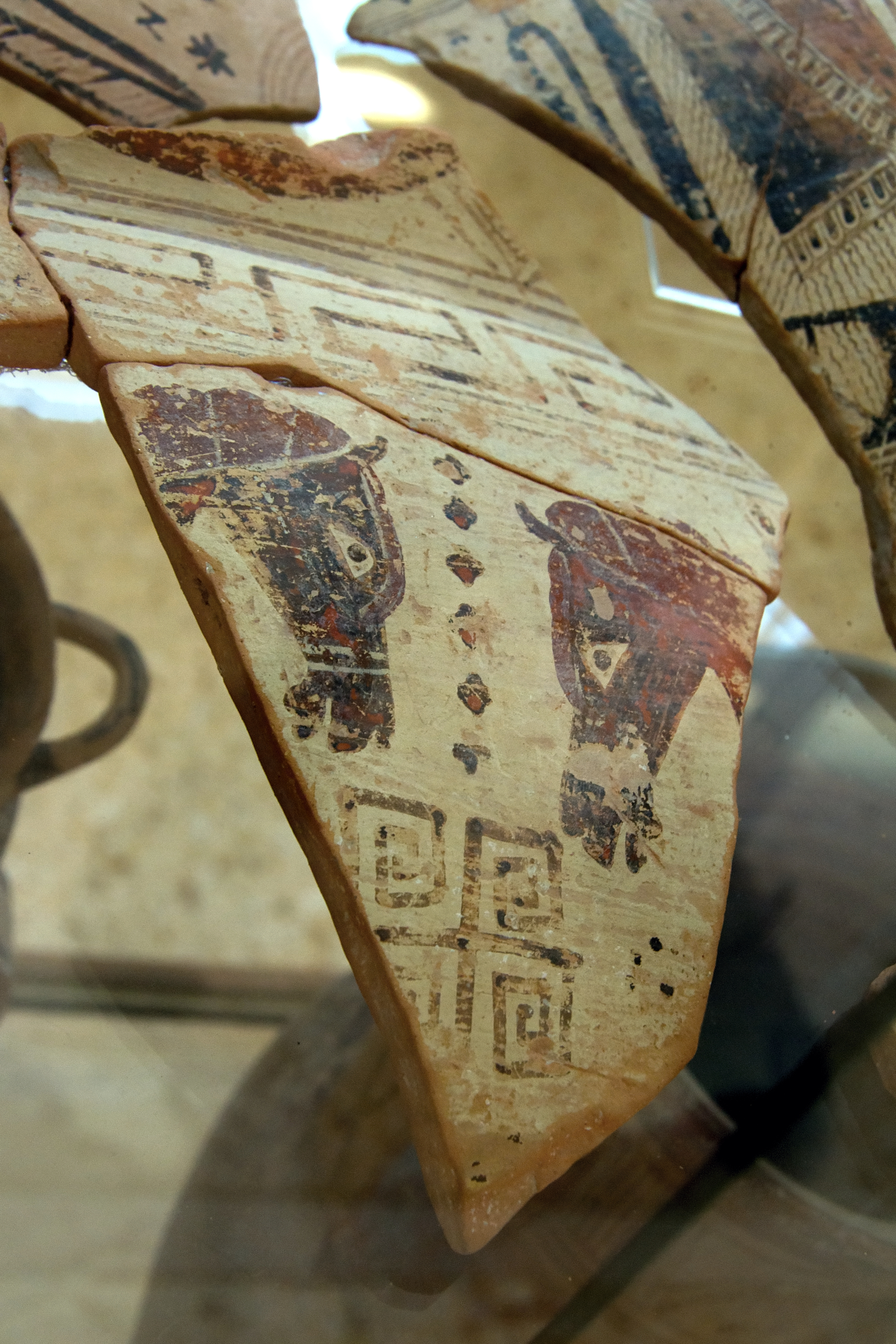
Ceramica dell'antica Grecia delle Cicladi, frammento con pittura, c.  700–600 a.C., museo archeologico di Paro

La pulizia meccanica di base può rimuovere sporco, polvere e sporcizia. I solventi e l'acqua possono essere utilizzati anche per rimuovere sporco, vernice, cera, vernici o adesivi. Gli acidi devono essere usati con cautela. La desalinizzazione è un metodo di pulizia che rimuove quanto più sale solubile possibile dall'argilla cotta porosa. I frammenti vengono immersi in acqua altamente purificata per più giorni. L'acqua viene cambiata regolarmente fino a quando i livelli di sale non si riducono. 

### Smontaggio
Per i vasi che sono stati precedentemente conservati e rimontati, potrebbe essere necessario smontare i cocci per rimuovere i vecchi materiali di restauro e completare la conservazione. Gli adesivi e il materiale di riempimento vengono sistematicamente rimossi, rivelando la ceramica originale e consentendo la decostruzione del vaso.

### Ricostruzione e restauro
I frammenti separati vengono accuratamente riassemblati. I conservatori utilizzano indizi identificativi, come forma, consistenza e motivi decorativi o scene dipinte, per mettere insieme i frammenti. Quando questi ultimi sono mancanti possono essere ricreati in gesso e sostituiti. La pittura interna viene utilizzata per mascherare le aree di riparazione. Nei moderni trattamenti conservativi, i mezzi utilizzati dai conservatori sono reversibili e possono essere facilmente distinti dal materiale antico. Diversi conservatori, o dipartimenti di conservazione, possono avere politiche diverse riguardo alla pittura. Alcuni conservatori lasciano i frammenti sostitutivi completamente privi di decorazioni per distinguerli facilmente come aggiunte moderne. Alcuni conservatori dipingono sagome di figure scomparse, utilizzando come esempi frammenti esistenti, scene narrative e altri vasi esistenti. Questo approccio aiuta a mostrare la narrazione della scena dipinta, pur distinguendo il restauro moderno dai frammenti originali. Alcuni conservatori utilizzano dipinti più estesi per ricreare la decorazione mancante.

## Esempi notevoli

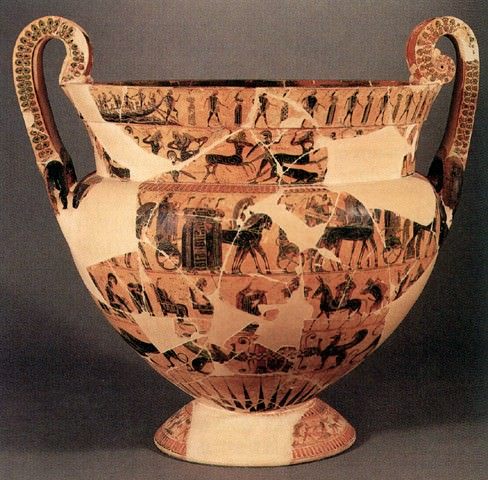
Cratere attico a volute a figure nere, noto come Vaso François, ca.  570–565 a.C

L'Affecter Amphora, nella collezione della Walters Art Gallery di Baltimora, nel Maryland, è un caso di studio per la storia della conservazione dei vasi greci. Il vaso attico a figure nere (che significa della regione di Atene) fu creato intorno al 540 a.C. da un pittore di vasi ben documentato noto come The Affected Painter. Il trattamento del vaso negli anni '80 ha fornito al campo della conservazione una visione significativa della storia del restauro dei vasi greci. I conservatori hanno scoperto che l'anfora era stata rotta e riparata nell'antichità. Campioni di terra sepolcrale trovati all'interno dei fori del vaso hanno dimostrato che le riparazioni furono effettuate prima che il vaso venisse utilizzato in un antico funerale. I restauratori hanno inoltre scoperto che il vaso è stato restaurato alla fine del XIX secolo con materiali e metodi tipici dell'epoca. Nel restauro sono stati utilizzati intonaco, pezzi sostitutivi di terracotta e un'ampia ridipintura. La sovraverniciatura ha mascherato le riparazioni e ha anche alterato l'aspetto dei satiri nudi sui pannelli decorativi. Il restauro degli anni '80 ha rivelato l'opera originale dell'Affecter Painter e ha riportato il vaso in condizioni stabili. 
Il Vaso François, nella collezione del Museo Archeologico nazionale di Firenze, in Italia, è un grande cratere attico a volute, che è allo stesso tempo un esempio di ceramica a figure nere del 570–560 a.C., nonché un esempio di vasto lavoro di conservazione. Il vaso fu scoperto in una tomba nel 1844. Nel 1900, un membro dello staff del museo distrusse la teca e il vaso si frantumò in oltre 600 pezzi. Fu restaurato nel 1902 e poi nuovamente nel 1973, con pezzi precedentemente mancanti.